# 3517 Tatianicheva
3517 Tatianicheva este un asteroid din centura principală, descoperit pe 24 septembrie 1976 de Nikolai Cernîh.